# Las Berlanas
Las Berlanas ist ein Ort und eine zentralspanische Gemeinde (municipio) mit 323 Einwohnern (Stand: 2024) in der Provinz Ávila in der Autonomen Region Kastilien-León.

## Lage
Las Berlanas befindet sich in den nördlichen Ausläufern der Sierra de Gredos gut 18 Kilometer nordnordwestlich von Ávila in einer Höhe von 945 m. Durch die Gemeinde führt die Autovía A-50. Das Klima im Winter ist kühl, im Sommer dagegen trotz der Höhenlage durchaus warm; die geringen Niederschlagsmengen (ca. 532 mm/Jahr) fallen – mit Ausnahme der nahezu regenlosen Sommermonate – verteilt übers ganze Jahr.

## Bevölkerungsentwicklung
| Jahr      | 1970 | 1981 | 1991 | 2001 | 2011 | 2021 |
| Einwohner | 665  | 448  | 410  | 380  | 365  | 335  |

## Sehenswürdigkeiten

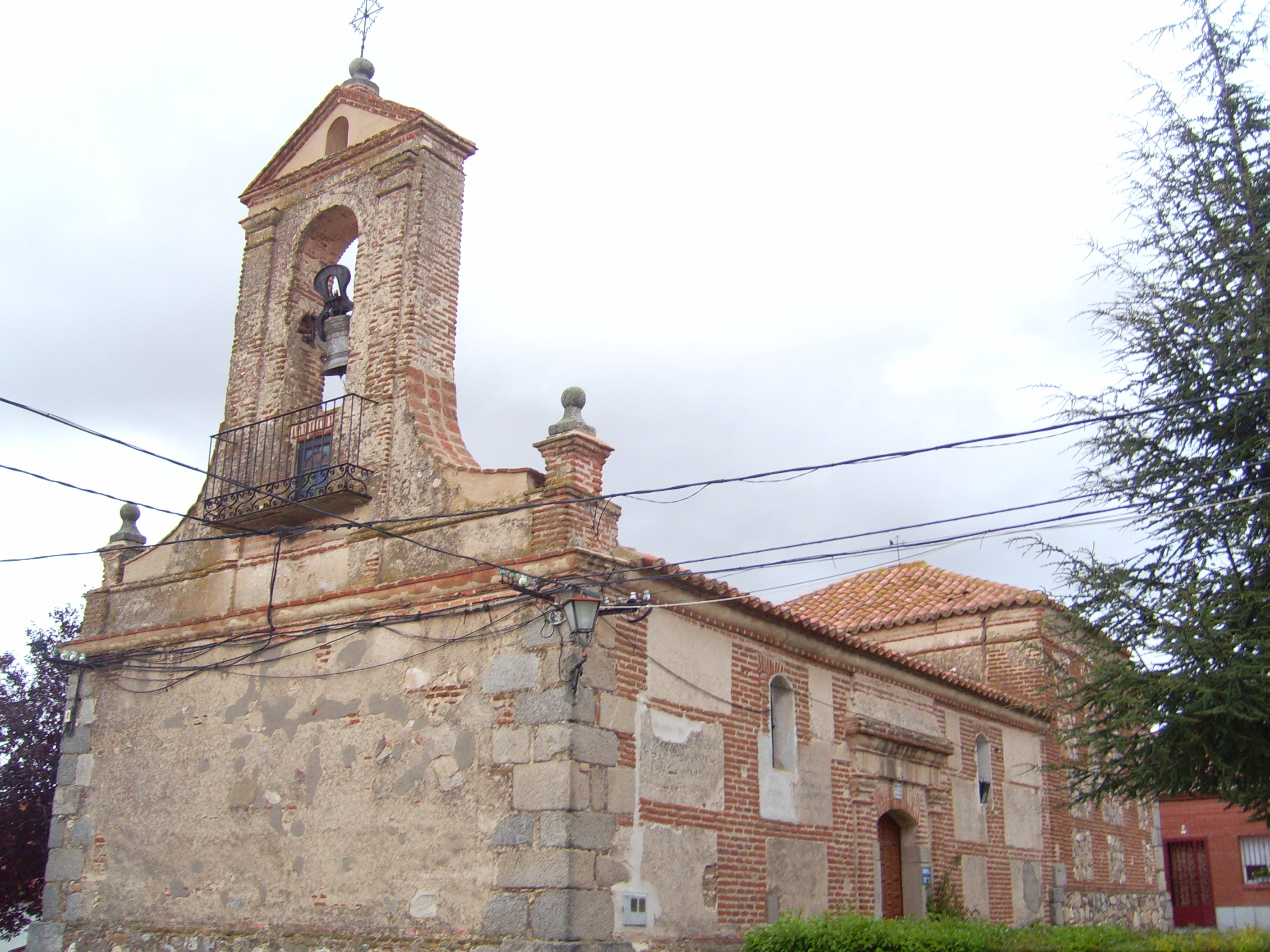
Marienkirche

- Marienkirche